# L. Scott Caldwell
Laverne Scott Caldwell, meglio conosciuta come L. Scott Caldwell (Chicago, 17 aprile 1950), è un'attrice statunitense, che lavora in campo cinematografico, teatrale e televisivo, nota principalmente per il ruolo ricorrente di Rose Henderson in Lost.

## Biografia
Nata a Chicago, terza dei cinque figli di una cameriera e di un autista, dopo il diploma nel 1967 entra alla Northwestern University, in seguito si laurea alla Loyola University Chicago in teatro e comunicazioni. Tra i suoi lavori vanta partecipazioni a film come Il fuggitivo, The Net - Intrappolata nella rete, Mistery, Alaska, Il segno della libellula - Dragonfly, La gang di Gridiron, The Perfect Guy e molti altri.
Attiva molto in teatro, nel 1988 vince un Tony Award per la sua interpretazione nell'opera teatrale di August Wilson Joe Turner's Come and Gone, negli anni seguenti partecipa a numerose produzioni di Broadway e off-Broadway. Per quanto riguarda il campo televisivo tra gli anni ottanta e novanta è apparsa nelle più note serie televisive, da I Robinson, Melrose Place, Avvocati a Los Angeles, Chicago Hope, Giudice Amy, E.R. - Medici in prima linea fino a Lost, dove interpreta il ruolo ricorrente di Rose Henderson.

### Vita privata
Poco prima dei vent'anni si è sposata con l'avvocato John Caldwell, da cui ha preso il cognome. La coppia ha avuto un figlio, Onimara Caldwell, e ha divorziato nei primi anni ottanta. Nel 2004, l'attrice si è risposata con l'artista Dasal Banks, ma l'uomo sofferente di cancro è deceduto nel 2005.

## Filmografia parziale

### Cinema
- Dutch è molto meglio di papà (Dutch), regia di Peter Faiman (1991)
- Il fuggitivo (The Fugitive), regia di Andrew Davis (1993)
- Il diavolo in blu (Devil in a Blue Dress), regia di Carl Franklin (1995)
- The Net - Intrappolata nella rete (The Net), regia di Irwin Winkler (1995)
- La gang di Gridiron (Gridiron Gang), regia di Phil Joanou (2006)
- The Perfect Guy, regia di David M. Rosenthal (2015)

### Televisione
- Jarod il camaleonte (Jarod il camaleonte) – serie TV, 1 episodio (1996)
- Lost – serie TV, 26 episodi (2004-2010)
- E.R. - Medici in prima linea (ER) – serie TV, 2 episodi (2004-2006)
- Ghost Whisperer - Presenze (Ghost Whisperer) – serie TV, 1 episodio (2006)
- Cold Case - Delitti irrisolti (Cold Case) – serie TV, episodio 4x03 (2006)
- La vita segreta di una teenager americana (The Secret Life of the American Teenager) – serie TV (2008-2013)
- Grey's Anatomy – serie TV, episodio 7x13 (2011)
- CSI - Scena del crimine (CSI: Crime Scene Investigation) – serie TV, episodio 11x22 (2011)
- Low Winter Sun – serie TV, 1 episodio (2013)
- Criminal Minds – serie TV, 1 episodio (2013)
- Le regole del delitto perfetto (How to Get Away with Murder) – serie TV (2017)
- Dynasty – serie TV, 1 episodio (2018)
- Law & Order - Unità vittime speciali (Law & Order: Special Victims Unit) – serie TV, episodio 20x22 (2019)
- L'amore ai tempi del corona (Love in the Time of Corona) – miniserie TV, 4 episodi (2020)
- Bad Monkey – serie TV, 10 episodi (2024)

## Doppiatrici italiane
Nelle versioni in italiano dei suoi lavori, L. Scott Caldwell è stata doppiata da:
- Stefania Romagnoli in Lost, Grey's Anatomy, Bingo Hell
- Aurora Cancian ne Le regole del delitto perfetto, L'amore ai tempi del corona
- Graziella Polesinanti in Private Practice, Dynasty
- Ludovica Modugno in ER - Medici in prima linea, Ghost Whisperer - Presenze
- Ida Sansone ne Il fuggitivo
- Maria Grazia Dominici in The Net - Intrappolata nella rete
- Caterina Rochira in Nip/Tuck
- Paila Pavese in Cold Case - Delitti irrisolti
- Rita Savagnone in Criminal Minds
- Angiola Baggi in Our Kind of People
- Mirta Pepe in The Good Doctor